# Do You Believe? Tour
Do You Believe? Tour (Tú crees? Tour) es una gira musical realizada por la artista estadounidense Cher entre los años 1999 y 2000. La gira fue realizada entre los años 1999 y 2000 siendo esta la base de la promoción del álbum Believe. En su momento fue la gira más exitosa de la cantante al tener más de $320 millones de dólares en recaudación, pero después sobrepaso enormemente esta con el Living Proof: The Farewell Tour.

## Acto de Apertura
- Cyndi Lauper y Wild Orchid del 16 al 28 de agosto,
- Julio Iglesias, Jr. y Michael McDonald del 1 al 5 de septiembre de 1999
- Cyndi Lauper y Julio Iglesias, Jr. del 7 al 28 de septiembre de 1999

## Lista de canciones
- Video Introduction

1. "I Still Haven't Found What I'm Looking For"
2. "All or Nothing"
3. "The Power"
  - Dancers Interlude
4. "We All Sleep Alone"
5. "I Found Someone"
  - Video Interlude: Cher's good moments
6. "The Way of Love"
7. Medley:
  1. "Half Breed"
  2. "Gypsys, Tramps & Thieves"
  3. "Dark Lady"

  - Dancers Interlude: "Take Me Home" Intro
8. "Take Me Home"
  - Video Interlude: Cher's Movie Monologue
9. "After All"
10. "Walking in Memphis"
11. "Just Like Jesse James"
12. "Heart of Stone" (Dropped from the show's setlist after the first few shows)
13. "The Shoop Shoop Song (It's in His Kiss)"
  - Dancers Interlude: Flamenco Dance, Pt. 1
14. "Dov'è l'amore"
  - Dancers Interlude: Flamenco Dance, Pt. 2
15. "Strong Enough"
16. "If I Could Turn Back Time"
17. "Believe"